# Naissance en 1413
Naissance
- 1409
- 1410
- 1411
- 1412
- 1413
- 1414
- 1415
- 1416
- 1417

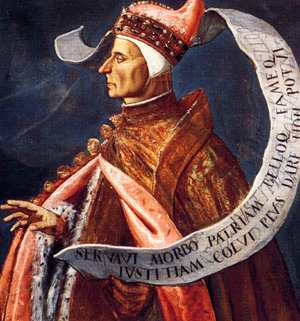
Marco Barbarigo, né vers 1413.

Cette page dresse une liste de personnalités nées au cours de l'année 1413  :
- 24 février : Louis Ier de Savoie, second duc de Savoie, prince de Piémont, comte d'Aoste et de Maurienne.
- 25 mars : Pier Maria II de' Rossi, condottiere, comte de San Secondo.
- 7 juin : Narapati, dixième souverain du royaume d'Ava, en Haute-Birmanie.
- 11 août : Alfonso Carrillo de Acuña, administrateur et évêque de Sigüenza, archevêque de Tolède et pseudo-cardinal espagnol.
- 19 novembre: Frédéric II de Brandebourg, dit Aux Dents de Fer, électeur de Brandebourg et burgrave de Nuremberg.

- Marco Barbarigo, 73e doge de Venise.
- Annibale Ier Bentivoglio, militaire et condottiere italien, seigneur de Bologne.
- Borso d'Este, membre de la maison d'Este.
- Catherine de Bologne, religieuse italienne, mystique, et artiste.
- Philippe de Culant, seigneur de Jalognes, de La Croisette, de Saint-Amant-le-Chatel (actuel quartier de Saint-Amand-Montrond), sénéchal du Limousin.
- Jean de la Huerta, sculpteur espagnol.
- Joanot Martorell, figure du Siècle d'Or valencien, premier écrivain illustre de langue valencienne.
- Teobaldo II Ordelaffi, noble italien.
- Ten-Ō Sōtan, peintre japonais († 16 avril 1481).
- Paulus Paulirinus, érudit tchèque.
- Ulrich V de Wurtemberg, comte de Wurtemberg, puis comte de Wurtemberg-Stuttgart.

date incertaine (vers 1413)
- Jean de Bourbon, évêque du Puy puis archevêque de Lyon.

## Crédit d'auteurs
- Cet article est partiellement ou en totalité issu de l'article intitulé « 1413 » (voir la liste des auteurs).